# Olympische Sommerspiele 2016/Kanu – Einer-Kajak 1000 m (Männer)
Der Kanuwettbewerb im Einer-Kajak 1000 Meter der Männer (Kurzbezeichnung: K1 1000) bei den Olympischen Spielen 2016 in Rio de Janeiro wurde vom 15. bis 16. August 2016 in der Lagoa Rodrigo de Freitas ausgetragen. 21 Athleten aus 21 Nationen nahmen an dem Wettkampf teil. 
Zunächst wurden dabei vier Vorläufe ausgetragen, bei denen sich die ersten fünf Athleten jeweils für das Halbfinale qualifizierten, hinzu kam ein Zeitschnellster. In den beiden Läufen erreichten die ersten vier Athleten die Berechtigung für eine Teilnahme am A-Finale. Die folgenden Athleten starteten im B-Finale, wo die Positionen neun bis sechzehn gefahren wurde. 

## Titelträger
| Olympiasieger | Eirik Verås Larsen  | London 2012  |
| Weltmeister   | René Holten Poulsen | Mailand 2015 |

## Zeitplan
- Vorläufe: 15. August 2016, 9:00 Uhr (Ortszeit)
- Halbfinale: 15. August 2016, 10:20 Uhr (Ortszeit)
- Finale: 16. August 2016, 9:00 Uhr (Ortszeit)

## Vorläufe

### Lauf 1
| Platz | Kanute              | Nation    | Zeit         | Bemerkung     |
| ----- | ------------------- | --------- | ------------ | ------------- |
| 1     | René Holten Poulsen | Dänemark  | 3:35,722 min | Halbfinale    |
| 2     | Peter Gelle         | Slowakei  | 3:36,342 min | Halbfinale    |
| 3     | Adam van Koeverden  | Kanada    | 3:37,212 min | Halbfinale    |
| 4     | Rafał Rosolski      | Polen     | 3:37,700 min | Halbfinale    |
| 5     | Bálint Kopasz       | Ungarn    | 3:38,011 min | Halbfinale    |
| 6     | Miroslaw Kirtschew  | Bulgarien | 3:39,363 min | ausgeschieden |
| 7     | Fabio Wyss          | Schweiz   | 3:41,985 min | ausgeschieden |

### Lauf 2
| Platz | Kanute            | Nation     | Zeit         | Bemerkung     |
| ----- | ----------------- | ---------- | ------------ | ------------- |
| 1     | Josef Dostál      | Tschechien | 3:35,342 min | Halbfinale    |
| 2     | Murray Stewart    | Australien | 3:36,210 min | Halbfinale    |
| 3     | Cyrille Carré     | Frankreich | 3:36,322 min | Halbfinale    |
| 4     | Dejan Pajić       | Serbien    | 3:36,884 min | Halbfinale    |
| 5     | Roman Anoschkin   | Russland   | 3:37,296 min | Halbfinale    |
| 6     | Alberto Ricchetti | Italien    | 3:37,610 min | ausgeschieden |
| 7     | Ilya Golendov     | Kasachstan | 3:37,953 min | ausgeschieden |

### Lauf 3
| Platz | Kanute           | Nation      | Zeit         | Bemerkung     |
| ----- | ---------------- | ----------- | ------------ | ------------- |
| 1     | Fernando Pimenta | Portugal    | 3:33,140 min | Halbfinale    |
| 2     | Max Hoff         | Deutschland | 3:33,585 min | Halbfinale    |
| 3     | Marcus Walz      | Spanien     | 3:33,786 min | Halbfinale    |
| 4     | Aleksey Mochalov | Usbekistan  | 3:34,469 min | Halbfinale    |
| 5     | Artuur Peters    | Belgien     | 3:34,781 min | Halbfinale    |
| 6     | Mohamed Mrabet   | Tunesien    | 3:35,084 min | Halbfinale    |
| 7     | Marty McDowell   | Neuseeland  | 3:39,588 min | ausgeschieden |

## Halbfinale

### Lauf 1
| Platz | Kanute              | Nation     | Zeit         | Bemerkung |
| ----- | ------------------- | ---------- | ------------ | --------- |
| 1     | Murray Stewart      | Australien | 3:32,602 min | A-Finale  |
| 2     | Fernando Pimenta    | Portugal   | 3:33,420 min | A-Finale  |
| 3     | Marcus Walz         | Spanien    | 3:33,781 min | A-Finale  |
| 4     | René Holten Poulsen | Dänemark   | 3:34,344 min | A-Finale  |
| 5     | Bálint Kopasz       | Ungarn     | 3:34,772 min | B-Finale  |
| 6     | Adam van Koeverden  | Kanada     | 3:36,230 min | B-Finale  |
| 7     | Artuur Peters       | Belgien    | 3:37,586 min | B-Finale  |
| 8     | Dejan Pajić         | Serbien    | 3:48,158 min | B-Finale  |

### Lauf 2
| Platz | Kanute           | Nation      | Zeit         | Bemerkung |
| ----- | ---------------- | ----------- | ------------ | --------- |
| 1     | Roman Anoschkin  | Russland    | 3:34,833 min | A-Finale  |
| 2     | Max Hoff         | Deutschland | 3:36,136 min | A-Finale  |
| 3     | Peter Gelle      | Slowakei    | 3:36,193 min | A-Finale  |
| 4     | Josef Dostál     | Tschechien  | 3:36,384 min | A-Finale  |
| 5     | Aleksey Mochalov | Usbekistan  | 3:36,968 min | B-Finale  |
| 6     | Cyrille Carré    | Frankreich  | 3:38,115 min | B-Finale  |
| 7     | Rafał Rosolski   | Polen       | 3:38,379 min | B-Finale  |
| 8     | Mohamed Mrabet   | Tunesien    | 3:43,145 min | B-Finale  |

## Finale

### B-Finale
Anmerkung: Gefahren wurde hier um die Platz neun bis sechzehn, das heißt, der Sieger des B-Finales Adam van Koeverden wurde insgesamt Neunter usw.
| Platz | Kanute             | Nation     | Zeit         |
| ----- | ------------------ | ---------- | ------------ |
| 1     | Adam van Koeverden | Kanada     | 3:31,872 min |
| 2     | Bálint Kopasz      | Ungarn     | 3:32,392 min |
| 3     | Artuur Peters      | Belgien    | 3:33,521 min |
| 4     | Aleksey Mochalov   | Usbekistan | 3:34,807 min |
| 5     | Cyrille Carré      | Frankreich | 3:36,606 min |
| 6     | Rafał Rosolski     | Polen      | 3:39,021 min |
| 7     | Dejan Pajić        | Serbien    | 3:40,502 min |
| 8     | Mohamed Mrabet     | Tunesien   | 3:45,122 min |

### A-Finale
| Platz | Kanute              | Nation      | Zeit         |
| ----- | ------------------- | ----------- | ------------ |
| 1     | Marcus Walz         | Spanien     | 3:31,447 min |
| 2     | Josef Dostál        | Tschechien  | 3:32,145 min |
| 3     | Roman Anoschkin     | Russland    | 3:33,363 min |
| 4     | Murray Stewart      | Australien  | 3:33,741 min |
| 5     | Fernando Pimenta    | Portugal    | 3:35,349 min |
| 6     | René Holten Poulsen | Dänemark    | 3:36,840 min |
| 7     | Max Hoff            | Deutschland | 3:37,581 min |
| 8     | Peter Gelle         | Slowakei    | 3:40,691 min |